# St. Gregor der Große (Piesenkam)

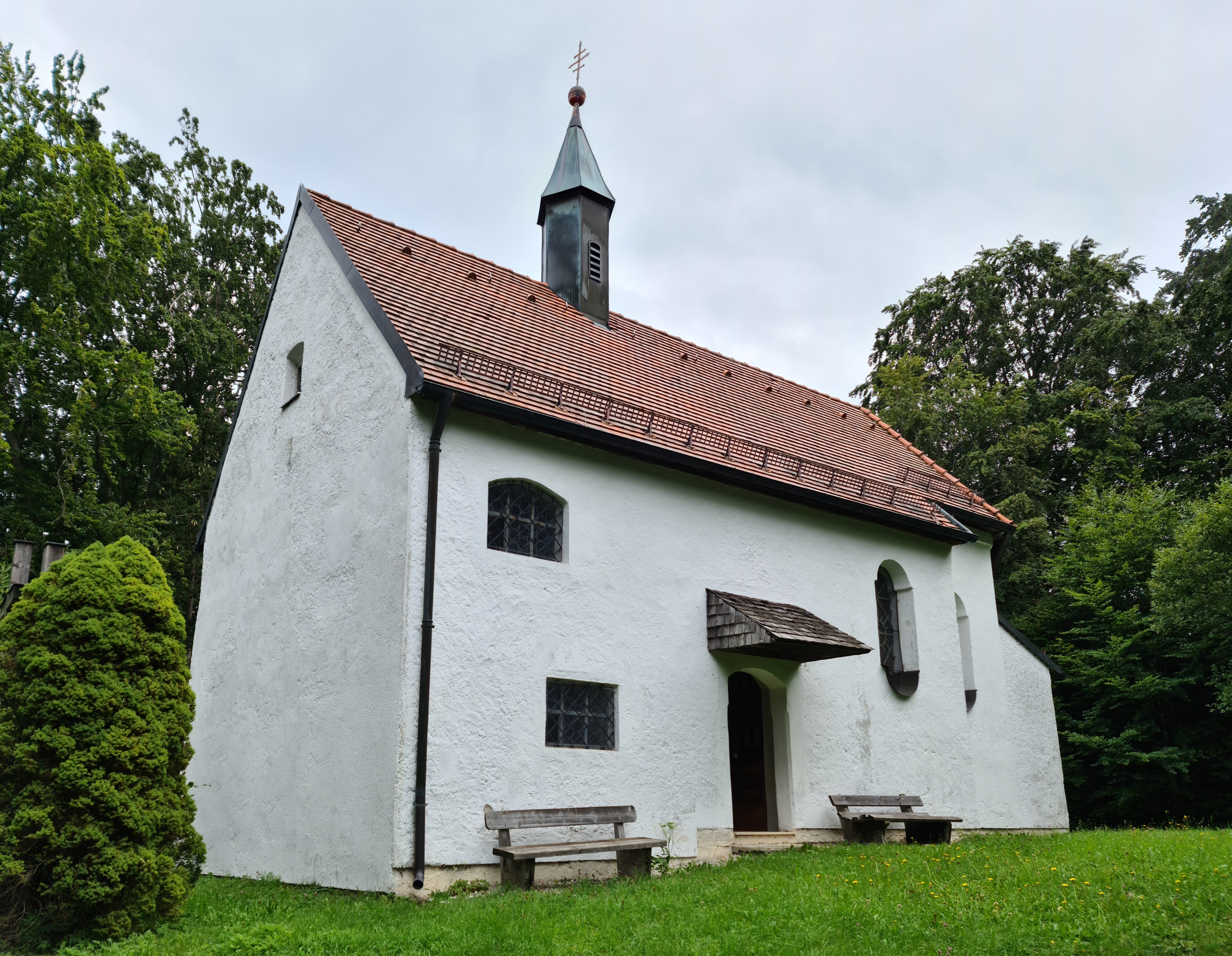
St. Gregor der Große in Piesenkam

Innenraum

Die römisch-katholische Kapelle St. Gregor der Große, die sogenannte Allgaukapelle, steht am Westrand des Allgauwaldes in Piesenkam, einem Gemeindeteil von Waakirchen im oberbayerischen Landkreis Miesbach. Sie ist in der Liste der Baudenkmäler in Waakirchen unter der Nr. D-1-82-134-41 eingetragen. Die Kapelle gehört zum Erzbistum München und Freising.

## Beschreibung
St. Gregor ist eine barocke Wallfahrtskapelle, die 1668 anstelle eines Vorgängers erbaut und 1772 umgestaltet wurde. Sie besteht aus dem Langhaus, dem eingezogenen, dreiseitig geschlossenen Chor im Osten und einer Sakristei an der Nordwand des Chors. Auf dem Satteldach des Langhauses erhebt sich ein sechseckiger Dachreiter mit einem spitzen Helm.
Der Innenraum des Langhauses ist mit einer Pendentifkuppel überspannt. Der spätklassizistische Altar wurde 1865 gebaut.